# Conotyla vista
Conotyla vista är en mångfotingart som beskrevs av Shear 1971. Conotyla vista ingår i släktet Conotyla och familjen Conotylidae. Inga underarter finns listade i Catalogue of Life.